# Kuwasi Balagoon
Kuwasi Balagoon, nato Donald Weems (22 dicembre 1946 – 13 dicembre 1986) è stato un anarchico, attivista, criminale e membro delle Pantere Nere e della Black Liberation Army statunitense. È stato condannato all'ergastolo nel 1982 in seguito alla sua partecipazione ad una rapina nel 1981, che causò la morte di due agenti di polizia e un agente di sicurezza della banca rapinata.

## Biografia

### Infanzia e giovinezza
Donald Weems nacque nella comunità afroamericana di Lakeland, nella Contea di Prince George, Maryland, il 22 dicembre 1946. Nei primi anni Sessanta, l'adolescente Weems visse le prime esperienze che lo portarono in seguito a diventare un militante per la causa afroamericana. In quegli anni fu influenzato dall'attivista Gloria Richardson e dal movimento per i diritti civili degli afroamericani di Cambridge, attivo nel Maryland. Il movimento all'epoca era noto per il suo allontanamento dal concetto di  "resistenza passiva" e la sua trasformazione in un movimento più militante. La stessa Gloria Richardson difendeva l'autodifesa attiva come tattica di protesta. A seguito di questo cambio di visione, il movimento provocò rivolte razziali e di conseguenza l'intervento e il successivo dispiegamento della Guardia nazionale per un anno interno nello stato.
Dopo essersi diplomato alle scuole superiori, Weems si arruolò nell'esercito statunitense e fu impiegato in Germania, dove subì il razzismo e violenze fisiche da parte degli ufficiali e dei commilitoni bianchi. In risposta a ciò, il giovane, assieme ad altri soldati neri, formò un gruppo segreto chiamato "Da Legislators", che serviva a compiere atti di rappresaglia. Fu durante questo periodo in Europa che Weems visitò Londra, dove incontrò immigrati africani, immigrati neri dei Caraibi e altri neri britannici. Weems trovò stimolante l'esperienza di incontrare persone nere di altre nazionalità e iniziò ad abbracciare uno stile di vita più afrocentrico. Dopo tre anni di servizio in Germania, fu congedato con onore nel 1967. Tornò a casa negli Stati Uniti e si stabilì a New York, dove viveva sua sorella Dianne.

### Attivismo a New York
Dopo essersi stabilito a New York City, Weems iniziò il suo percorso di militanza. In un primo momento fu particolarmente attivo negli scioperi degli affitti e fece parte del Community Council on Housing, un gruppo per i diritti degli inquilini. Fu per conto del CCOH che nel 1967, Weems, sua sorella Dianne, il leader del CCOH Jesse Gray e altri due attivisti inquilini furono arrestati per disturbo della quiete pubblica a Washington, dopo aver interrotto una sessione del Congresso e portato una gabbia di ratti all'assemblea per evidenziare le condizioni degli alloggi urbani. L'azione costò al CCOH i finanziamenti che incamerava e Gray non poté più pagare i suoi attivisti principali.
A seguito di ciò, Weems si allontanò dal CCOH e si unì al Central Harlem Committee for Self-Defense, un gruppo coinvolto nel fornire cibo e acqua agli studenti che occupavano edifici come parte delle proteste della Columbia University del 1968. Fu intorno a questo stesso periodo che Weems si interessò e fu coinvolto nelle attività del tempio Yoruba di Harlem, gestito dal sacerdote e attivista Adefunmi, che promuoveva una forma di religione tradizionale dell'Africa occidentale negli Stati Uniti. Adefunmi promuoveva il nazionalismo nero e incoraggiava i seguaci a "africanizzare" tutto ciò che li riguardava. Fu sotto questa influenza che Weems africanizzò il suo nome in Kuwasi Balagoon. "Kuwasi" è un nome ghanese per un maschio nato di domenica, mentre il nome Yoruba "Balagoon" si traduce come "signore della guerra".

### Nazionalismo nero
Con il progredire degli anni Sessanta, Balagoon divenne sempre più coinvolto nel Movimento del Potere Nero e più ideologicamente incline al nazionalismo nero.
(Kuwasi Balagoon)
Balagoon iniziò a documentarsi da libri come l'autobiografia di Malcom X e il libro di Robert F. Williams Negroes with Guns, nonché la newsletter di Williams "The Crusader". Balagoon venne anche influenzato da H. Rap Brown, che all'epoca fungeva da portavoce dello Student Nonviolent Coordinating Committee. Amalgamando tutte queste influenze, Balagoon arrivò a credere che l'unico mezzo per raggiungere la "liberazione nera" fosse la "guerriglia prolungata".
Fu a questo punto che Balagoon si unì alle Pantere Nere. Balagoon era venuto a conoscenza del partito dopo l'arresto dell'attivista Huey Newton a seguito di una sparatoria con la polizia locale a Oakland, California, nell'ottobre 1967. In quello stesso periodo, lo Student Nonviolent Coordinating Committee e il Revolutionary Action Movement erano coinvolti nella creazione di un capitolo delle Pantere Nere nel quartiere newyorkese diHarlem. Balagoon si unì rapidamente al capitolo. Balagoon mostrò affinità con il programma in dieci punti del partito, reputandolo "orientato alla comunità" e condivise la scelta delle Pantere di aderire all'assioma maoista secondo il quale "il potere politico nasce dalla canna del fucile".

### Il processo dei 21 Panther
Nel febbraio del 1969, Balagoon e un suo compagno del partito Richard Harris furono arrestati con l'accusa di aver rapinato in banca a Newark, New Jersey. Il 2 aprile 1969, ventuno leader e organizzatori delle Pantere (compresi Balagoon e Harris) furono incriminati, e altri 12 arrestati, con l'accusa di associazione a delinquere, assieme ad altri 30 capi di d'accusa in quello che divenne noto come il Processo dei 21 Panther. Gli imputati furono accusati di aver pianificato attacchi dinamitardi presso il Giardino botanico di New York e stazioni di polizia locali, nonché di aver ordito l'assassinio di agenti di polizia. Dopo il loro arresto, la maggior parte degli imputati furono rilasciati su cauzione di 100.000 dollari, tuttavia Balagoon fu trattenuto senza cauzione a causa delle accuse più gravi che gli furono rivolte. Balagoon e il suo compagno Sekou Odinga furono accusati di aver tentato di tendere un'imboscata per uccidere alcuni agenti di polizia di New York e di essere stati fermati solo dall'intervento di più agenti sulla scena. Gli avvocati della difesa controbatterono che quella accusa si basava sulla testimonianza di un membro del Pantere, Joan Bird, che secondo la difesa era stata picchiata dalla polizia fino a quando non aveva accettato di testimoniare tali eventi. Dopo aver saputo dell'arresto di Bird e del presunto pestaggio, nel giorno in cui fu accusato, Sekou Odinga sfuggì dalla custodia della polizia e si diede alla fuga. Successivamente fuggì ad un tentativo di arresto il 2 aprile e poi lasciò gli Stati Uniti per rifugiarsi in l'Algeria; paese che era scelto come rifugio dallo stesso leader delle Pantere, Eldridge Cleaver.
Il caso legale di Balagoon fu separato dagli altri 13 arrestati originariamente per far sì che l'uomo potesse affrontare le accuse relative alla rapina in banca nel New Jersey. Dopo due anni di prigionia, le 13 pantere furono assolte. Nel frattempo Balagoon si dichiarò colpevole dell'accusa di aver tentato di sparare agli agenti di polizia durante la rapina e fu condannato a un periodo di reclusione compreso tra 23 e 29 anni.

### La repressione delle Pantere e l'avvicinamento all'anarchismo
Fu durante il periodo di prigionia che Balagoon iniziò ad essere insoddisfatto dell'operato delle Pantere Nere e dalla sua leadership. L'attivista fu particolarmente deluso dall'espulsione dal partito dell'ex ranger dell'esercito Geronimo Pratt, che fu cacciato dopo il suo arresto nel dicembre 1970 per l'omicidio di Caroline Olsen nel 1968. Pratt era una figura popolare tra i membri newyorkesi delle Pantere, e nel 1997 la sua condanna per quell'omicidio fu poi ribaltata e Pratt dichiarato innocente. A livello nazionale, le Pantere stavano attraversando un periodo di conflitto fra i gruppi della costa occidentale e quelli della costa orientale: dalla West Coast le Pantere inviavano i propri membri dalla California per agire come leader a New York, cosa che le Pantere locali non sopportavano. Le Pantere erano anche in disaccordo sulla tendenza dei capitoli della East Coast ad abbracciare il nazionalismo panafricano piuttosto che l'internazionalismo. Le tensioni culminarono quando la leadership delle Pantere in California espulse i membri della leadership di New York Dhoruba bin Wahad, Michael "Cetewayo" Tabor e Connie Matthews. Questo portò il capitolo di New York delle Pantere a staccarsi ufficialmente dalle Pantere "nazionali".
Balagoon seguiva tutti questi sviluppi dalla prigione, e concluse che la repressione governativa aveva allontanato il partito dall'organizzazione di base delle masse nere intorno alle questioni che più influivano sulla loro sopravvivenza quotidiana (alloggi, istruzione e abusi della polizia) per difendere i propri prigionieri politici. Balagoon, insieme a molte ex Pantere imprigionati insieme a lui, cominciò a guardare ideologicamente verso l'anarchismo in risposta. Fu questa nuova visione ideologica che portò Balagoon verso un nuovo gruppo scissionista radicale delle Pantere chiamato Black Liberation Army, che sosteneva la necessità di combattere una "guerra" contro lo stato da parte dei membri che erano andati in clandestinità.
Il 27 settembre 1973 Balagoon fuggì dalla prigione ed entrò in clandestinità. Rimase così per circa otto mesi fino a quando fu nuovamente arrestato a seguito di un tentativo da parte dell'uomo di liberare Richard Harris dalla custodia della polizia mentre Harris era in licenza temporanea per partecipare ad un funerale. Balagoon e Harris furono catturati dopo essere stati feriti in uno scontro a fuoco con agenti di polizia e penitenziari. Imprigionato ancora una volta, Balagoon si impegnò ulteriormente nell'anarchismo e iniziò ad esplorare le opere di Wilhelm Reich, Emma Goldman, Errico Malatesta, Buenaventura Durruti e Severino Di Giovanni e a cercare di applicare i loro pensieri alla "Liberazione Nera". Balagoon iniziò anche ad affiliarsi alla Repubblica della Nuova Afrika, un gruppo nazionalista che incitava gli afroamericani ad identificarsi come "Nuovi Afrikani" e promuovevano la creazione uno stato-nazione nero all'interno del Nord America. Da questo momento in poi Balagoon si identificò come un "New Afrikan Anarchist". Nel movimento nazionalista, Balagoon trovò risposte alle sue convinzioni sulla necessità di liberare la nazione nera colonizzata. L'identità di Balagoon come anarchico neo-afrikano lo distingueva ideologicamente dai marxisti-leninisti neri e dai nazionalisti rivoluzionari che avevano l'obiettivo di conquistare il potere statale dalla struttura del potere bianco del capitalismo e imperialismo statunitense. Balagoon desiderava ancora una terra per i neri per raggiungere l'autodeterminazione e uno spazio per costruire una società basata sull'antiautoritarismo e la libertà. Il suo continuo sostegno alla politica neo-africana lo distingueva anche dalla maggioranza del movimento anarchico negli Stati Uniti, molti dei quali si opponevano a qualsiasi forma di nazionalismo.